# Shane Dronett
Carlton Shane Dronett (* 12. Januar 1971 in Orange, Texas; † 21. Januar 2009 in Duluth, Georgia) war ein US-amerikanischer American-Football-Spieler auf der Position des Defensive Ends. Er spielte für die Denver Broncos, Atlanta Falcons und Detroit Lions in der National Football League (NFL).

## Frühe Jahre
Dronett ging in Bridge City, Texas, auf die Highschool. Später besuchte er die University of Texas at Austin.

## NFL

### Denver Broncos
Dronett wurde im NFL Draft 1992 in der zweiten Runde an 54. Stelle von den Denver Broncos ausgewählt. Hier blieb er vier Jahre.

### Erster Aufenthalt bei den Falcons
Zur Saison 1996 wechselte er zu den Atlanta Falcons. er absolvierte fünf Spiele für das Franchise.

### Detroit Lions
Noch in der gleichen Saison wechselte er zu den Detroit Lions, für die er sieben Spiele absolvierte.

### Zweiter Aufenthalt bei den Falcons
Zur Saison 1997 wechselte Dronett erneut zu den Falcons. 1998 erreichte er mit den Falcons den Super Bowl XXXIII, welchen sie mit 34:19 gegen die Denver Broncos verloren. Vor der Saison 2003 wurde er von den Falcons entlassen. Er beendete danach seine Profikarriere.

## Tod
2007 wurde bei Dronett ein Gehirntumor diagnostiziert. Er wurde paranoid und hatte Angstzustände. Am 21. Januar 2009 griff er seine Frau mit einer Waffe an. Nachdem sie vor ihm weggelaufen war, richtete er diese auf sich selbst und erschoss sich. Er hinterließ seine Frau und zwei Töchter.